# Toxorhina (Ceratocheilus) fumipennis
Toxorhina (Ceratocheilus) fumipennis is een tweevleugelige uit de familie steltmuggen (Limoniidae). De soort komt voor in het Australaziatisch gebied.